# Directiva sobre prácticas comerciales desleales
La Directiva sobre las prácticas comerciales desleales 2005/29/CE es parte del derecho de la Unión Europea en materia de consumo. Como directiva (a diferencia de un reglamento), requiere ser traslado en los sistemas legales nacionales. Su objeto es proporcionar igualdad de condiciones comerciales en todos los Estados miembros, y reducir las barreras comerciales. 
La Directiva es diseñada para armonización máxima del comercio business-to-consumer (B2C). Esta requiere que los Estados miembros apliquen los estándares establecidos, sin rebajar ni superarlos. En otras palabras, el mismo nivel de protección de consumidores debe aplicar en todo el Mercado Único.